# AQUAPLANET
『AQUAPLANET』（アクアプラネット）は、日本のギタリストである高中正義が1992年7月4日にリリースした19枚目のオリジナルアルバムである。

## 解説
前作『Fade to blue』から1年ぶりのオリジナルアルバム。
ジャケットに使用された写真は、水中写真家である舘石昭の写真集『PLANET BLUE』より抜粋したものである。

## 批評
『CDジャーナル』は、「南海の美しさにポイントを置いたアース・コンシャスを制作背景に、心地よくも明解な理念を揺らすアルバム。相変わらず大きくメロディアスに歌う高中のギターはもう名人芸の世界。しかも、サウンドはさりげなくとも、その追い込みに手抜きはないから見事。」と批評した。

## 収録曲
| #         | タイトル                    | 作詞      | 作曲                                   | 編曲               | 時間 |
| --------- | --------------------------- | --------- | -------------------------------------- | ------------------ | ---- |
| 1.        | 「PROLOGUE 〜WHY?〜」       |           | 高中正義                               | 高中正義, 岩崎文紀 | 1:13 |
| 2.        | 「AQUAPLANET」              |           | 高中正義                               | 高中正義           | 5:27 |
| 3.        | 「BLUE STRIPE」             |           | 高中正義                               | 高中正義, 岩崎文紀 | 4:49 |
| 4.        | 「NAPOLEON FUNK」           |           | 高中正義                               | 高中正義, 岩崎文紀 | 4:49 |
| 5.        | 「EUROPE 哀愁のヨーロッパ」 |           | Carlos Santana, Tom Coster             | 高中正義, 岩崎文紀 | 4:32 |
| 6.        | 「SOLDIERFISH」             |           | 高中正義                               | 高中正義           | 5:07 |
| 7.        | 「夢色」                    |           | 高中正義                               | 高中正義           | 4:41 |
| 8.        | 「HAWAIIAN WEDDING SONG」   |           | Charles King, Al Hoffman, Dick Manning | 高中正義           | 4:45 |
| 9.        | 「TRIGGERFISH」             |           | 高中正義                               | 高中正義           | 4:26 |
| 10.       | 「POISON」                  |           | 高中正義                               | 高中正義           | 4:41 |
| 11.       | 「THE LAST FISH 最後の魚」  |           | 高中正義                               | 高中正義           | 5:10 |
| 12.       | 「EPILOGUE」                |           | 高中正義                               | 高中正義           | 2:40 |
| 合計時間: | 合計時間:                   | 合計時間: | 合計時間:                              | 52:20              |      |

## 楽曲解説
1. PROLOGUE 〜WHY?〜
2. AQUAPLANET
  - シングル「NAPOLEON FUNK」のカップリング曲。北日本放送（KNB）の天気予報（21時台）でBGMに使用されていた。
3. BLUE STRIPE
4. NAPOLEON FUNK
  - 1993年8月30日にシングルカットされ、読売テレビ・日本テレビ系『所さんのお騒がせデス』のオープニングテーマに起用された。
5. EUROPE 哀愁のヨーロッパ
  - アメリカのバンドであるサンタナが1976年に発売されたアルバム『アミーゴ』に収録されている楽曲のカバー。
6. SOLDIERFISH
7. 夢色
  - 北日本放送（KNB）の天気予報（放送終了直前）でBGMに使用されていた。
8. HAWAIIAN WEDDING SONG
  - アメリカの歌手であるアンディ・ウィリアムスが1958年に発表した楽曲のカバー。
9. TRIGGERFISH
  - 同年発売のシングル「BLUE SHARK」のカップリング曲。
10. POISON
11. THE LAST FISH 最後の魚
12. EPILOGUE

## 参加ミュージシャン
| PROLOGUE 〜WHY?〜 - Keyboards：岩崎文紀 - Dialogue：Ward E. Sexton AQUAPLANET - Bass：Neil Stubenhaus - Synthesizer Strings：Randy Kerber - Sax：Dave Koz BLUE STRIPE - Bass：Neil Stubenhaus - Keyboards：岩崎文紀 NAPOLEON FUNK - Bass：Neil Stubenhaus - Keyboards：岩崎文紀 EUROPE 哀愁のヨーロッパ - Bass：Neil Stubenhaus - Keyboards：岩崎文紀 - Voice & Words：Kristin Myers SOLDIERFISH - Keyboards：向谷実 - Percussion：Rafael Padilla - Piano solo：向谷実, Larry Cohn | 夢色 - Bass：Neil Stubenhaus - Keyboards：向谷実 - Percussion：Rafael Padilla HAWAIIAN WEDDING SONG - Bass：Neil Stubenhaus - Keyboards：向谷実 - Percussion：Rafael Padilla - Chorus：Kristin Myers TRIGGERFISH - Keyboards：向谷実 - Piano solo：向谷実 POISON - Bass：Neil Stubenhaus - Keyboards：向谷実 - Sax：Dave Koz THE LAST FISH 最後の魚 - Keyboards：向谷実 - Percussion：Rafael Padilla EPILOGUE - Drums：Tris Imboder - Keyboards：向谷実 |